# Pachyglossa
Genre
Pachyglossa est un genre d'oiseaux de la famille des Dicaeidae.

## Liste d'espèces
Selon la classification de référence du Congrès ornithologique international (15.1, 2025) (ordre phylogénique) :
- Pachyglossa olivacea (Tweeddale, 1877) – Dicée olive
- Pachyglossa propria (Ripley & Rabor, 1966) – Dicée à poitrine grise
- Pachyglossa chrysorrhea (Temminck, 1829) – Dicée cul-d'or
- Pachyglossa melanozantha Blyth, 1843 – Dicée à ventre jaune
- Pachyglossa vincens (Sclater, 1872) – Dicée de Ceylan
- Pachyglossa everetti (Sharpe, 1877) – Dicée d'Everett
- Pachyglossa agilis (Tickell, 1833) – Dicée à bec épais